# Julie Ditty
Julie Ditty (née le 4 janvier 1979 à Atlanta, en Géorgie et morte le 31 août 2021 à Ashland, Kentucky) est une joueuse de tennis américaine, professionnelle de 2002 à 2011.

## Carrière
Julie Ditty est passée professionnelle après un cursus universitaire à l'université Vanderbilt à Nashville dans le Tennessee.
Évoluant essentiellement sur le circuit ITF nord-américain, elle réalise la meilleure saison de sa carrière en 2007, notamment grâce à une demi-finale au tournoi de Québec et à trois titres aux États-Unis. En 2008, elle participe à trois levées du Grand Chelem et perd à chaque fois au premier tour. Elle atteint en mars de cette même année son meilleur classement en simple : 89e.
Lors de la Fed Cup 2009, les défections des sœurs Venus et Serena Williams lui permettent d'être sélectionnée et de participer à la victoire des États-Unis sur l'Argentine en quart de finale du groupe mondial, remportant le match de double associée à Liezel Huber. Elle manque six mois de compétition entre fin 2009 et début 2010.
Jamais titré ni finaliste sur le circuit WTA, Julie Ditty compte néanmoins neuf titres en simple et 30 en double dames sur le circuit ITF.
Après sa retraite en 2011, elle devient professeur de tennis à Ashland dans le Kentucky. Atteinte d'un cancer du sein depuis 2015, elle meurt en 2021 à l'âge de 42 ans.

## Parcours en Grand Chelem

### En simple dames
| Année | Open d'Australie | Open d'Australie | Internationaux de France | Internationaux de France | Wimbledon       | Wimbledon        | US Open | US Open |
| 2008  | 1er tour (1/64)  | Jessica Moore    | 1er tour (1/64)          | Nathalie Dechy           | 1er tour (1/64) | Timea Bacsinszky | -       | -       |

À droite du résultat, l’ultime adversaire.

### En double dames
| Année | Open d'Australie              | Open d'Australie        | Internationaux de France  | Internationaux de France   | Wimbledon                   | Wimbledon                 | US Open                      | US Open                  |
| ----- | ----------------------------- | ----------------------- | ------------------------- | -------------------------- | --------------------------- | ------------------------- | ---------------------------- | ------------------------ |
| 2004  | -                             | -                       | 1er tour (1/32) M. Müller | Li Ting Sun Tiantian       | -                           | -                         | 1er tour (1/32) S. Reeves    | Navrátilová Lisa Raymond |
| 2007  | -                             | -                       | -                         | -                          | 1er tour (1/32) Raquel Kops | Emma Laine M. J. Martínez | -                            | -                        |
| 2008  | -                             | -                       | -                         | -                          | -                           | -                         | 3e tour (1/8) C. Gullickson  | Cara Black Liezel Huber  |
| 2009  | 1er tour (1/32) C. Gullickson | S. Cîrstea M. Niculescu | 2e tour (1/16) M. Salerni | Květa Peschke Lisa Raymond | 2e tour (1/16) Dzehalevich  | B. Mattek Nadia Petrova   | 2e tour (1/16) L. Dekmeijere | Vania King M. Niculescu  |
| 2010  | -                             | -                       | -                         | -                          | 1er tour (1/32) R. Voráčová | S. Williams V. Williams   | -                            | -                        |

Sous le résultat, la partenaire ; à droite, l’ultime équipe adverse.

## Parcours en «Premier Mandatory» et «Premier 5»
Découlant d'une réforme du circuit WTA inaugurée en 2009, les tournois WTA « Premier Mandatory » et « Premier 5 » constituent les catégories d'épreuves les plus prestigieuses, après les quatre levées du Grand Chelem.

## Parcours en Fed Cup
| #                                                                      | Date       | Lieu     | Surface    | Gagnante(s)              | Perdante(s)                | Score    |          |
|                                                                        |            |          |            |                          |                            |          |          |
| 2009 - 1/4 de finale (groupe mondial) - États-Unis - Argentine - 3 : 2 |            |          |            |                          |                            |          |          |
| 1                                                                      | 07/02/2009 | Surprise | Dur (ext.) | Julie Ditty Liezel Huber | Gisela Dulko Betina Jozami | 6-2, 6-3 | Parcours |

## Classements WTA

### Classements en simple en fin de saison
| Année | 1999 | 2000 | 2001 | 2002 | 2003 | 2004 | 2005 | 2006 | 2007 | 2008 | 2009 | 2010 | 2011 |
| Rang  | 744  | 803  | 650  | 421  | 281  | 266  | 253  | 297  | 93   | 120  | 264  | 287  | 456  |

Source : (en) « Classements de Julie Ditty », sur le site officiel du WTA Tour

### Classements en double en fin de saison
| Année | 1999 | 2000 | 2001 | 2002 | 2003 | 2004 | 2005 | 2006 | 2007 | 2008 | 2009 | 2010 | 2011 |
| Rang  | 714  | 919  | 348  | 471  | 160  | 132  | 102  | 112  | 114  | 86   | 80   | 183  | 252  |

Source : (en) « Classements de Julie Ditty », sur le site officiel du WTA Tour